# Coupe de Belgique féminine de handball 2001-2002
Navigation
Édition précédente Édition suivante
La Coupe de Belgique féminine de handball de 2001-2002 fut la 22e édition de cette compétition organisée par l'Union royale belge de handball (URBH)
La finale se joua à Liège le 30 mars 2002, elle opposa le DHC Meeuwen, affilié à la VHV et tenant du titre à la formation du Fémina Visé, affilié à la LFH, soit la même affiche que lors de la saison précédente.
Ce fut le DHC Meeuwen qui remporta la Coupe de Belgique pour la troisième fois de son histoire.

## Phase finale

### Quarts de finale
- : Tenant du titre

| Lieu              | Club             | Aller | Total | Retour | Club                 | Lieu        |
| ----------------- | ---------------- | ----- | ----- | ------ | -------------------- | ----------- |
| Hechtel-Eksel     | HV Arena Hechtel | 16-35 | 31-68 | 15-33  | Fémina Visé          | Visé        |
| Hoboken           | SD Antwerpen     | 33-5  | 62-14 | 29-9   | Achilles Bocholt     | Bocholt     |
| Eynatten          | HC Eynatten      | 12-16 | 32-37 | 21-21  | HC Juventus Melveren | Saint-Trond |
| Meeuwen-Gruitrode | DHC Meeuwen      | 28-10 | 54-27 | 26-17  | Sporting Neerpelt    | Neerpelt    |

### Demi-finales
- : Tenant du titre

| Lieu        | Club                 | Aller | Total | Retour | Club        | Lieu              |
| ----------- | -------------------- | ----- | ----- | ------ | ----------- | ----------------- |
| Hoboken     | SD Antwerpen         | 12-17 | 36-45 | 24-28  | DHC Meeuwen | Meeuwen-Gruitrode |
| Saint-Trond | HC Juventus Melveren | 17-27 | 28-52 | 21-25  | Fémina Visé | Visé              |

### Finale
- : Tenant du titre

| 30 mars 2002 | DHC Meeuwen        | 20 - 17 | Fémina Visé      | Liège, Country Hall |
| 30 mars 2002 | Pusic 5, Winters 5 |         | Gilice 4, Thys 4 | Liège, Country Hall |

- DHC Meeuwen : Geusens, Paesen; Vanwingh S. 4, Lormans 3, Hendriks 0, Bormans 0, Winters 5, Collart 0, Vanwingh M. 3, Loysch 0, Pusic 5.
- Fémina Visé : Seghy, Zoller; Brockmans 0, Jellings 3, Miderska 3, Falci 0, Loos 2, Gilice 4, Thys 4, Theunissen 1, Kinet 0, Brzezinski 0.

## Vainqueur
| Coupe de Belgique de handball 2001-2002 DHC Meeuwen 3e titre |